# Осада Хомса

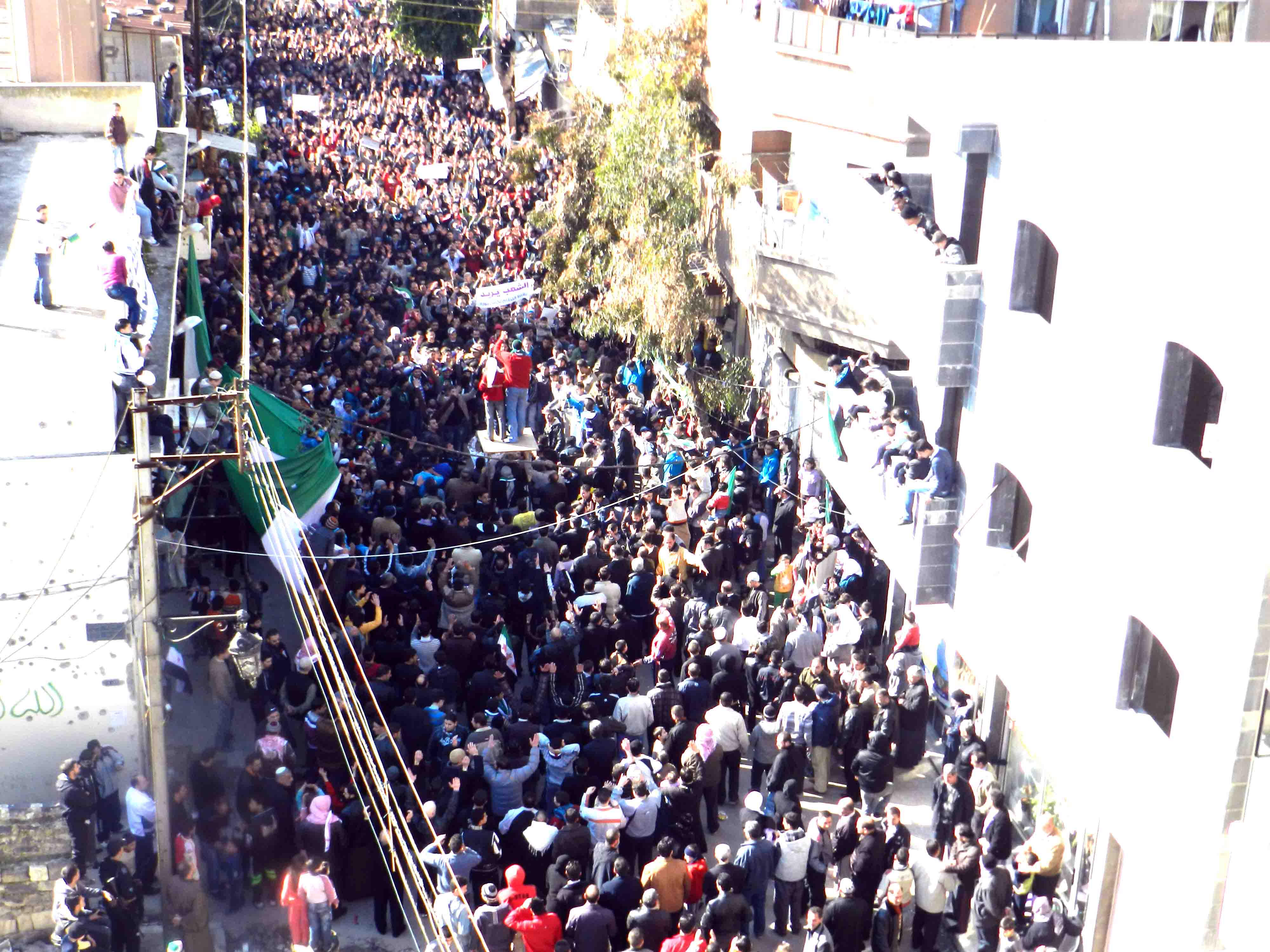
Первые протесты в Хомсе, февраль 2012

Осада Хомса — серия военных операций, проводившихся вооружёнными силами Сирии с мая 2011 по май 2014 года с целью разгрома вооружённых формирований оппозиции в городе Хомс и восстановления контроля над ним.
Хомс был одним из первых городов, где вспыхнули вооружённые столкновения гражданской войны в Сирии, в связи с чем среди сирийской оппозиции он известен как «столица революции».
Первое наступление правительственных войск было организовано в феврале 2012 года, а 12 апреля 2012 года было заключено соглашение о прекращении огня.
Позднее боевики вернулись в Хомс, но 30 декабря 2012 года правительственные войска снова взяли город под свой контроль, при этом боевики понесли большие потери в живой силе и технике.
В июне 2013 года правительственные войска начали третье наступление на Хомс.
К началу 2014 года под контролем вооружённых сил находилась большая часть Хомса, за исключением двух районов. В мае при посредничестве ООН было заключено соглашение о прекращении огня, в соответствии с которым остатки повстанцев сдали оружие и покинули город. В итоге Хомс полностью перешёл под контроль правительства. Трёхлетние бои в городе привели к значительным разрушениям и жертвам.

## Предыстория
21 апреля 2011 года в Хомсе неизвестные убили вместе с детьми двух генералов сирийской армии. Официальные СМИ обвинили в этом исламистов, а оппозиция — правительственных провокаторов. Оба генерала служили в подразделении, расквартированном близ Хомса. Кроме генералов подобным способом были убиты ещё минимум два солдата и два офицера сирийской армии
С начала мая в Хомсе и ближайших окрестностях города помимо протестных акций регулярно фиксировались нападения, диверсии и убийства, совершаемые вооружёнными боевиками. Так, 7 мая вооружённая группа напала на военный пункт, в результате чего погибли 1 офицер и 4 полицейских, несколько человек получили ранения.
В конце июля произошли первые столкновения между правительственными войсками и повстанцами.
23 июля произошли два взрыва в военном училище города Хомс. В этот же день в городе Хомс в результате умышленного повреждения железнодорожного полотна сошёл с рельсов и загорелся пассажирский поезд — погиб машинист, многие пассажиры были ранены.
5 сентября в Хомс были введены подразделения сирийской армии. В ходе боевых действий против боевиков, захвативших несколько кварталов в старой части города в период до 10 сентября погибли 8 и были ранены несколько десятков военнослужащих.
18 октября правительственные силы провели в Хомсе спецоперацию. По данным правозащитных организаций, в столкновениях погибли 21 человек (среди которых были мирные жители и сотрудники сил безопасности).
30 октября в столкновениях между сирийской армией и вооружёнными лицами в Хомсе были убиты 20 и ранены 53 военнослужащих сирийской армии; кроме того, были убиты 10 гражданских лиц.
В ночь на 7 ноября сирийские войска вошли в центр города, мятежники покинули район Баб Амр.
11 ноября в районе Эль-Байяда в столкновениях с вооружёнными боевиками погибли 2 и были ранены ещё 2 сирийских полицейских.
28 ноября в квартале Бустан правительственные силы предотвратили крупный теракт — были обнаружены и обезврежены бомбы, заложенные у церкви Пресвятой Богородицы.
14 декабря произошло новое осложнение ситуации в городе. Антиправительственные выступления сопровождались погромами. Боевики-исламисты захватывали частные дома и полицейские участки. Правительственные силы с помощью бронетехники блокировали площадь Баб Сбаа и районы Эль-Байда, Халидия и Дейр-Баальба.
24 декабря сирийские войска применили танки для подавления огневых точек повстанцев в районе Баб Амр.
11 января 2012 года в суннитском квартале Хомса в результате обстрела боевиков погибли 8 и были ранены 25 человек, взрывом 81-мм миномётной мины был убит репортёр французского телеканала «France 2» Жиль Жакье (Gilles Jacquier). Обстрел начался, когда иностранные репортёры собирались взять интервью у демонстрантов, вышедших на митинг в поддержку президента Сирии Башара Асада в алавитском квартале Акрама.
22 января в городе Хомс группа террористов обстреляла автобус дальнего следования, были убиты 11 и тяжело ранены 3 человека.

## Оценка стратегического значения Хомса
Город Хомс является крупным промышленным центром и транспортным узлом, здесь находится нефтеперерабатывающий завод и несколько нефтехранилищ, через Хомс идут трубопроводы от нефтяных месторождений востока Сирии к портам Тартус и Банияс и крупнейшим городам страны — Дамаску, Алеппо и в провинцию Латакия. Контроль над Хомсом позволял осложнить положение в топливно-энергетическом комплексе и экономике Сирии.
Расположение в 30 км от границы с Ливаном и наличие шоссе давало возможность наладить снабжение крупной группировки боевиков, а также начать операцию по перекрытию стратегического шоссе Дамаск-Алеппо, соединяющего южные и северные районы Сирии.
Удержанию Хомса (который открыто называли «сирийской Мисуратой», «сирийским Бенгази», «цитаделью сопротивления») лидеры антиправительственной оппозиции придавали важное политическое значение.
Существует мнение, что Хомс должен был стать опорным пунктом оппозиции в ходе «генерального наступления» на Дамаск.

## Артиллерийский обстрел и штурм города (4 февраля — 1 марта 2012)

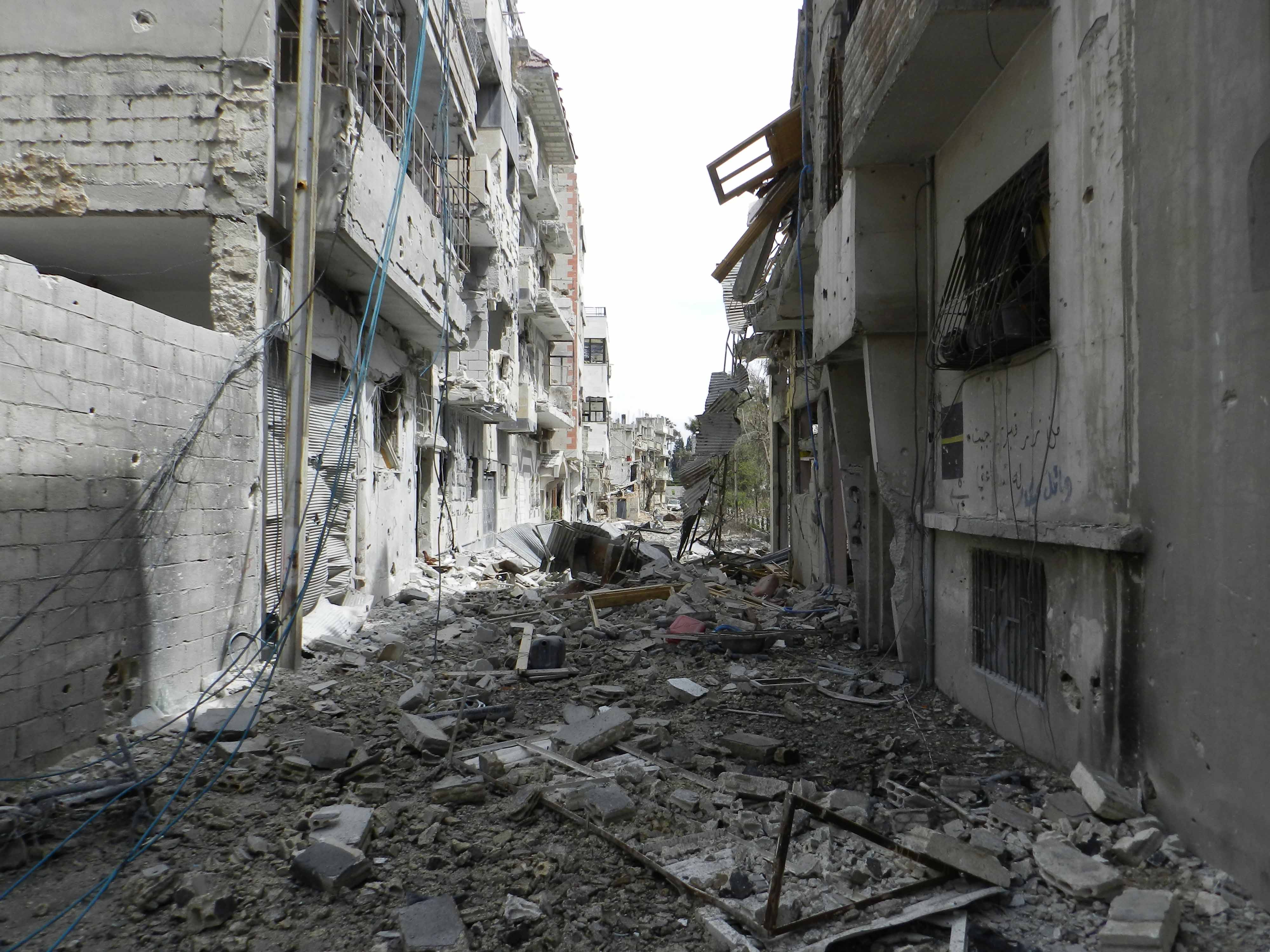
Разрушенная улица Хомса

По сообщениям оппозиции, наступление началось с артиллерийского обстрела со стороны сирийских вооружённых сил в ответ на произошедшее 3 февраля 2012 года нападение членов Свободной сирийской армии на контрольно-пропускные пункты, в результате которого было убито около 10 солдат. По сообщениям оппозиции, правительственные силы после этого нападения в ночь с 3 на 4 февраля подвергли обстрелу район Хальдие (Khaldiyeh), используя танки, вертолёты, артиллерию, ракеты и миномёты. По словам оппозиционных активистов, обстрелу также подверглись районы Баб Амр (Bab Amr), Баб Тадмур (Bab Tadmour), Баб Дрейб (Bab Dreib), Карм эль-Шами (Karm el-Shami) и Аль-Иншаат (al-Inshaat).
4 февраля артиллерийский обстрел Хомса был продолжен (к этому времени город уже не контролировался правительством). Согласно данным правозащитной организации «Syrian Observatory for Human Rights», погибли 200 человек. Артобстрелы продолжались до 8 февраля.
Правительство Сирии возложило ответственность за произошедшее на боевиков оппозиции. По мнению правительства, цель их нападения на армейские посты заключалась в давлении на Совет Безопасности ООН, который 4 февраля должен был провести голосование по резолюции, призывающей к разрешению кризиса в стране мирным путём. Правительство Сирии подтвердило факт проведения антитеррористической операции в районе Хомса, но отвергло обвинения в неизбирательном применении силы, возложив вину за убийства мирных жителей и иностранных журналистов на боевиков.
7 февраля боевики обстреляли ткацкую фабрику, атаковали позиции правительственных сил и взорвали несколько зданий, на крышах которых подожгли автомобильные покрышки, с целью имитировать последствия авиаудара. В этот же день в ходе операции спецподразделений сирийской армии были уничтожены несколько десятков боевиков, захвачено оружие и снаряжение (в том числе зенитные пулемёты, гранатомёты, управляемые ракеты и приборы ночного видения), потери сирийского спецназа составили 6 военнослужащих убитыми и 11 ранеными.
9 февраля боевики обстреляли из миномёта нефтеперерабатывающий завод, в результате было повреждено здание и подожжены два резервуара с нефтью, пожар на территории завода был потушен.
10 февраля террористы взорвали несколько заминированных домов в квартале Баб Амр, ещё 15 взрывных устройств обезвредили сапёры правительственных сил.
15 февраля боевики взорвали магистральный нефтепровод на окраине города Хомс в результате взрыва начался сильный пожар.
17 февраля боевики взорвали газопровод в городском районе Аль-Султания.
18 февраля боевики обстреляли топливные склады на нефтеперерабатывающем заводе в Хомсе, несколько снарядов попали в ёмкости с бензином ёмкостью 50 тыс. тонн топлива. Возникший пожар удалось локализовать.
Утром 21 февраля правительственные войска обстреляли из артиллерии район Баб Амр, подразделения сирийской армии вели уличные бои.
22 февраля в Хомсе во время бомбардировки погибли два иностранных журналиста — журналистка из США Мэри Колвин и французский фотограф Реми Ошлик. Погибшие занимались репортёрской деятельностью без разрешения министерства информации Сирии.
25 февраля сирийские средства массовой информации сообщили, что в квартале Баб Амр в Хомсе сирийской армией были захвачены в плен 10 французских военнослужащих (среди которых были офицеры и даже один полковник). Французские военные потребовали относиться к себе как к военнопленным, однако отказались назвать номер своей воинской части и характер своей миссии в Сирии. Местные СМИ сообщили, что в ходе допроса французы сказали, что попали в плен к оппозиционерам. В дальнейшем в СМИ говорилось о тринадцати задержанных французских военных.
25 февраля правительство Сирии разрешило сотрудникам Международного Красного Креста провести эвакуацию пострадавших жителей Хомса из района боевых действий. На машинах «скорой помощи» из кварталов, которые не контролировали правительственные силы, были эвакуированы несколько десятков человек, в том числе женщины и дети, но на следующий день эвакуация была приостановлена. 28 февраля Сирийский Красный Полумесяц объявил об эвакуации из данного района 30 пострадавших.
26 февраля правительство сообщило, что в Хомсе были взяты в плен 40 боевиков
27 февраля правительственная армия начала новый артобстрел занятого повстанцами города (в основном, по районам, в которых проживали мусульмане-сунниты), по меньшей мере два человека погибли.. В этот же день правительственным силам сдались 40 боевиков, а мятежники обстреляли здание военно-технологического колледжа (погибли 2 и были ранены 12 человек).
В ночь с 28 на 29 февраля сирийская армия провела перегруппировку и сосредоточение сил. После начала операции, армейские подразделения быстро смяли контрольно-пропускные пункты повстанческих сил в двух кварталах города — Баб Амр и Хальдие и продолжили наступление. Солдаты продвигались от здания к зданию, обыскивая все помещения и подвалы, при поддержке огня артиллерии. В ходе операции, солдатами был обнаружен подземный туннель длиной полторы мили, который использовался боевиками для переброски людей и грузов в окружённый город.
В конце дня поступили сообщения о том, что повстанцев удалось выбить из Хомса в квартал Иншшат и сельхозугодья к западу от города.
В результате боевых действий, инфраструктура города получила серьёзные повреждения, во многих районах города прекратилась подача электричества, водоснабжение, вышла из строя канализация, у населения возникли проблемы с продуктами питания.
1 марта войска окружили позиции повстанцев в районе Баб Амр и выбили из города.
По состоянию на 2 марта несколько очагов сопротивления боевиков ещё оставалось в кварталах Хамидия, Басатин и Халидия (где были ликвидированы 17 боевиков), в плен сдались 600 местных боевиков и 118 наёмников из арабских и зарубежных стран. Как сообщил ливанский телеканал «Оранж-ТВ», жители города оказывали помощь военнослужащим сирийской армии в поимке членов бандформирований, указывая места, где скрывались террористы. В этот же день в квартале Телль-эш-Шавар правительственные силы заняли командный центр группировки боевиков, здесь были обнаружены запасы оружия и боеприпасов, подземные туннели, госпиталь и тюрьма, в которой оппозиционеры допрашивали и убивали своих противников (здесь были найдены 130 трупов с ножевыми ранениями и следами пыток). Часть боевиков отступила на территорию Ливана. По словам сирийских полицейских, участников боевых действий в Хомсе, против них сражались «в основном разного рода профессионалы из других стран: афганцы, ливийцы, турки, саудиты, иорданцы».
В этот же день в Хомс прибыла колонна из 7 грузовиков с гуманитарной помощью Международного комитета Красного Креста и сотрудниками Сирийского Арабского Красного Полумесяца.
В последующие дни правительственные силы занимались разминированием города (при отступлении, боевики заминировали многие здания). 5 марта в квартале Баб Амр были найдены тела 115 жителей города, убитых боевиками.

## Боевые действия в марте-апреле 2012 и перемирие

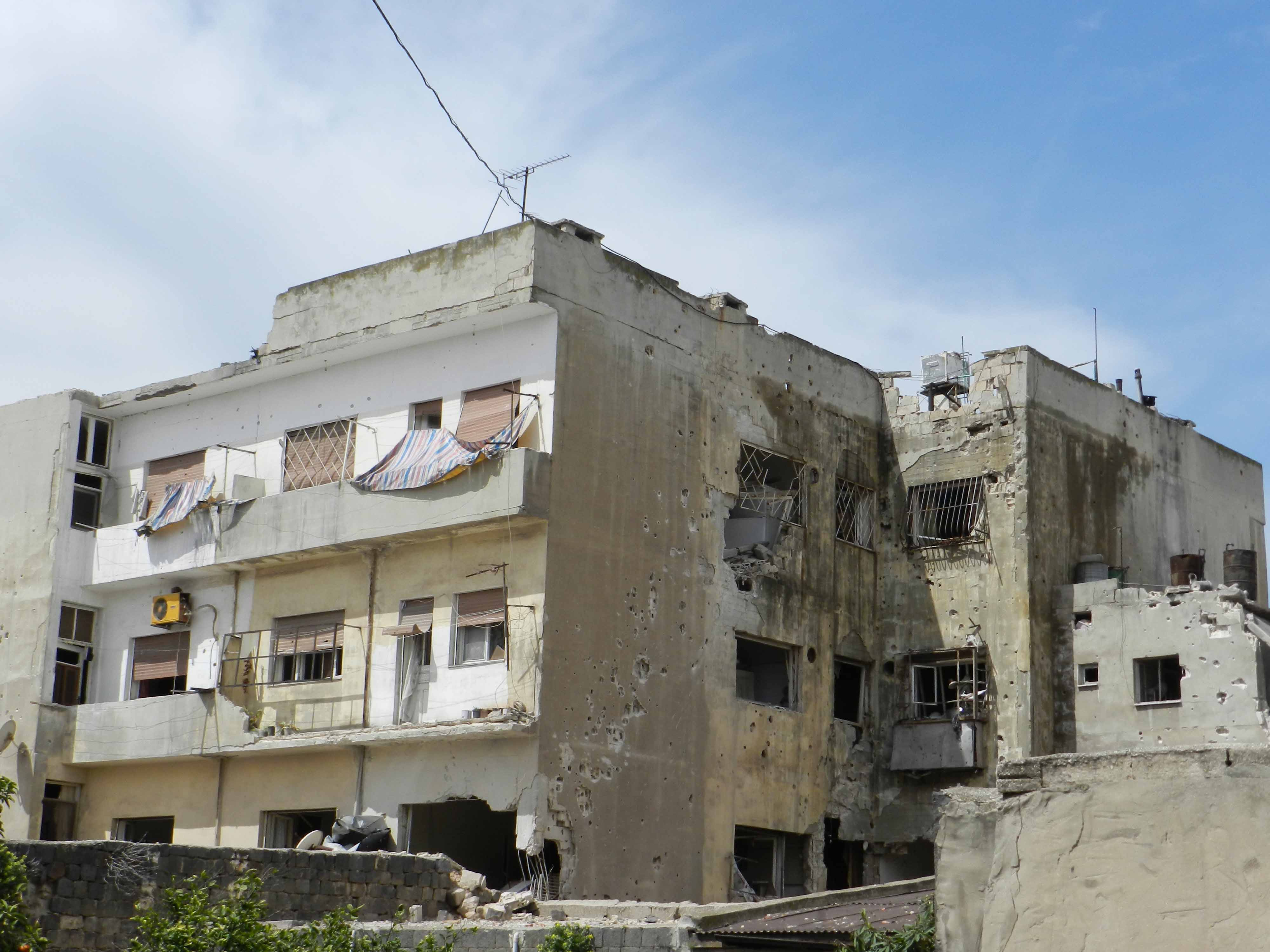
Разрушения в районе Баб ад-Дриб в Хомсе

10 марта в Хомсе вновь вспыхнули ожесточённые бои.
26 марта боевики предприняли попытку установить контроль над Хомсом, в центральных кварталах Баб-Сбаа, Сафсафа, Уорша и Сук-эль-Хашиш начались уличные бои, в которых правительственные войска применили танки.
27 марта Хомс посетил президент Сирии Башар Асад, он встретился с военнослужащими сирийской армии и населением.
12 апреля вступило в силу соглашение о прекращении огня, вскоре нарушенное — 14 апреля экстремисты обстреляли из гранатомётов квартал Захра, три ракеты разорвались на площади. По данным медицинских источников, погиб 1 человек и 29 получили ранения.

## Последующие события
2012

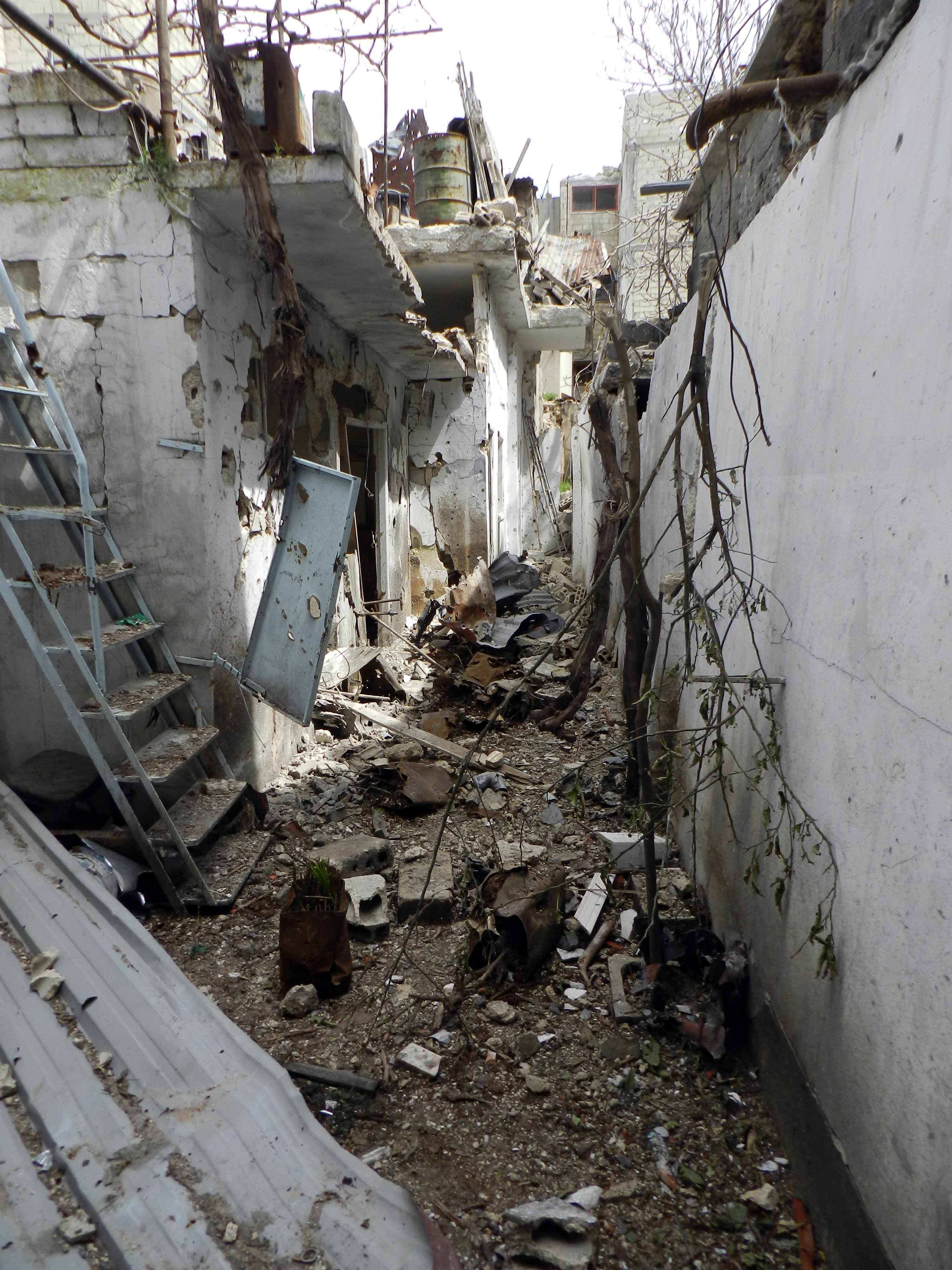
Разрушения в Хомсе

- 9 апреля, после того, как подразделения правительственной армии и бронетехника были выведены из Хомса, обстановка в городе осложнилась, активизировались боевики, имела место эскалация насилия[80].
- 18 апреля в нескольких кварталах города Хомс (Эль-Байяда, Халидия, Карабис и Эль-Кусур) была зафиксирована активность боевиков[81]
- 21 апреля Хомс впервые посетили наблюдатели ООН из Миссии ООН по наблюдению в Сирии (МООННС)[82].
- 24 апреля боевики обстреляли армейские блокпосты в 8 районах Хомса[83].
- в начале мая глава МООННС Роберт Муд совершил первую поездку в Хомс, где продолжали действовать боевики[84], на вооружении которых имелись снайперские винтовки, пулемёты, гранатомёты, взрывчатка. В дальнейшем, в городе были размещены наблюдатели ООН. При этом, в соответствии с условиями перемирия, сирийская полиция удерживала посты по периметру, но не вступала в городские кварталы[85]. В конце мая 2012 года Хомс вновь превратился в зону активных боевых действий — в течение последней недели мая в городе шли бои, в ходе которых боевики применяли гранатомёты и миномёты[86].
- 20 июня сотрудникам Международного комитета Красного Креста удалось достичь соглашения о временном прекращении огня в городе, чтобы эвакуировать мирных жителей[87]. Однако находившиеся в городе боевики препятствовали эвакуации населения[88].
- 12 июля в районе Эль-Кусейр города Хомс подразделение правительственной армии обнаружило и уничтожило два катера, которые оппозиция использовала для поставок оружия и боеприпасов боевикам в Хомсе по озеру Кутейна[89].
- 12-13 августа боевики контратаковали позиции правительственных сил в Хомсе[89].
- в начале сентября части правительственной армии вступили в бои в городе Хомс, в районе Бэб-Сбаа и Бэб-Туркман ими был уничтожен крупный отряд боевиков и несколько джипов с пулемётами. Отступившие исламисты напали на христианскую деревню Гассания, где убили 5 и захватили в заложники 17 местных жителей[90]. По состоянию на 6 сентября 2012, правительственные войска удерживали 80 % территории города Хомс[91].
- в начале октября правительственные силы начали крупную военную операцию в Хомсе и его окрестностях. ВВС САР нанесли точечные удары по штабу «Сирийской свободной армии», расположенному в Зираа, на окраине города, затем началась операция по зачистке районов, прилегающих к ливано-сирийской границе, чтобы перекрыть переброску оружия и подкреплений. Были уничтожены 65 боевиков, в том числе командиры и несколько афганцев. Существенную помощь армейским спецподразделениям оказали местные жители, уставшие от беспредела, который творили «повстанцы», свидетельствует «Аль-Ватан». Они показали военным подземные коммуникации, используемые боевиками для передвижения между городскими кварталами[92].
- 17 октября в районе Эль-Бувейза правительственными войсками был уничтожен отряд из 35 боевиков, предпринявший попытку прорыва из Хомса в сторону границы с Ливаном, 11 убитых являлись гражданами Афганистана[93].
- 9 ноября экстремисты обстреляли из миномётов армянский квартал, имелись убитые и раненые[94].
- 2 декабря взорвался заминированный автомобиль, запаркованный на оживлённой улице — в результате теракта, погибли не менее 15 и были ранены 24 человека[95].
- 11 декабря боевики обстреляли армянский квартал в городе Хомс. В результате прямого попадания двух ракет, выпущенных боевиками, рухнул дом, 5 человек погибли и ещё 37 получили ранения. Среди пострадавших большинство женщины и дети[96].
- 29 декабря спецподразделения правительственной армии провели успешную операцию по выдавливанию мятежников из захваченных ими кварталов в городе Хомс, солдаты вошли в район Дейр-Баальба, который боевики удерживали более года. В репортаже сирийского телевидения были показаны разрушенные подземные туннели, укрытия и склады боеприпасов, которые позволяли оппозиции на протяжении длительного времени противостоять частям регулярной армии. Продолжая наступление, войска начали подготовку к штурму последнего оплота боевиков в квартале Халидия, к северу от старинной части Хомса[97]. В боях 29 декабря в Хомсе были уничтожены несколько десятков иностранных боевиков[98].
- 30 декабря правительственные силы установили контроль над городом[99]. Тем не менее, активность боевиков в районе Хомса не прекратилась.

2013
- 11-13 января боевики пытались прорваться в городские кварталы, бои продолжались в нескольких городских районах — Султании, Эль-Хоуле и Эль-Кусейре[100].
- 21 января в районе Халидия города Хомс спецподразделение правительственной армии уничтожило группу из 70 боевиков[101].
- 6 февраля у военного учреждения в городе Хомс были взорваны два заминированных автомобиля, в результате не менее 35 человек погибли, 30 были ранены[102].
- 28 февраля в районе Вади аль-Дахаб города Хомс взорвался ещё один заминированный автомобиль, в результате взрыва были убитые и раненые[103].
- 21 марта в районе Вади аль-Жахаб города Хомс взорвался ещё один заминированный автомобиль, теракт сопровождался жертвами[104].
- В марте правительственные войска восстановили контроль над центральным районом Баб Амр, куда ранее проникли боевики, захватившие несколько городских кварталов[105].
- в начале апреля в ходе операции в Хомсе сирийскими войсками были уничтожены несколько террористов, два командира боевиков (Mlik Daghstani и Abdull Wahid Nyjm), два тайника с оружием и боеприпасами в квартале al-Khalidia, разминировали автомашину «Фольксваген» с 10 зарядами взрывчатки, припаркованную у школы «Um al-Banen» в квартале аль-Хамра[106].
- 29 июня сирийская армия начала интенсивный обстрел города Хомс. Артиллерия и танки обстреливали районы, находящиеся под контролем повстанцев. С воздуха правительственные войска поддерживала авиация[107].
- По состоянию на 10 июля 30 % города находилось под контролем вооружённых формирований оппозиции[108].

## Взятие города правительственными войсками
В начале мая 2014 года правительство Сирии и повстанцы заключили соглашение о прекращении огня в городе Хомс и эвакуации мирных жителей и боевиков. Каждому боевику было разрешено взять с собой автомат, рюкзак с личными вещами, и по гранатомёту и пулемёту на каждый автобус. Первая группа эвакуированных прибыла в города Талбиса и Дар-аль-Кабира в 20 км к северу.
8 мая губернатор Хомса Таляль аль-Баррази заявил, что освобождение старинных кварталов Хомса завершилось, а вооружённые силы Сирии установили контроль над городом, но повстанцы контролируют предместья города, а также один из укреплённых центров — Растан. Из Хомса были вывезены 980 человек, большинство — члены вооружённых группировок. Таким образом, число эвакуированных за два дня составило около 2 тыс. человек. Муниципальные службы приступили к срочным восстановительным работам и разминированию в районах, находившихся больше двух лет под контролем боевиков. Аль-Баррази сказал, что «успех примирительной инициативы в Хомсе придаст импульс процессу национального согласия по всей Сирии в преддверии намеченных на 3 июня президентских выборов».
9 мая сотни мирных жителей вошли в районы Хомса, чтобы посмотреть, что осталось от их домов. В то же время, в город входят правительственные войска.

## Трофеи, поставки вооружения и военная помощь
- в начале февраля 2012 года сирийские информационные агентства сообщили, что правительственные силы безопасности в Хомсе захватили у боевиков снайперские винтовки американского и израильского производства, ручные гранаты, взрывчатые вещества, противотанковые гранаты, миномётные мины и ракеты «Лау» израильского производства[117].
- в конце февраля 2012, после восстановления сирийской армией контроля над Хомсом, среди трофеев правительственных сил оказались ручные противотанковые гранатомёты и боеприпасы к ним, камеры для слежения и системы управления огнём, а также один БПЛА, обнаруженный на военном заводе в квартале Баб Амр[118]
- в конце декабря 2012, сирийская армия сообщила, что в Хомсе захвачен полевой госпиталь и склад боеприпасов, на котором находились шесть гранатомётов RPG; 7 гранат; 5 бомб; 43 миномётные мины; 120 шт. 14,5-мм патронов; 465 шт. патронов 12,7×108 мм; 1085 шт. патронов 7,62×54 мм и средства связи[119].

## Реакция на международном уровне
Представители МВД Сирии выступили с заявлением, что боевики разжигают конфликт и виновны в «совершении тяжких преступлений, унёсших жизни сотен мирных граждан, захват жилищ, похищения и грабежи». В заявлении министерства пояснялось, что «компетентные органы максимально сдержаны и давали террористам ряд возможностей, чтобы вернуться на путь исправления… однако они отказались пойти на этот шаг и продолжили террор с подачи других стран… Всё это подтолкнуло властей вмешаться в ситуацию и восстановить порядок и безопасность в Хомсе».
Ряд зарубежных средств массовой информации, а также пресс-службы правительств Турции и Франции назвали операцию «резнёй».
В ответ на обстрел Хомса 4 марта 2012 года демонстранты совершили нападения на посольства Сирии в Афинах, Берлине, Каире, Кувейте и Лондоне. Лига арабских государств внесла на голосование в Совет Безопасности ООН резолюцию по разрешению конфликта в Сирии, Россия и Китай наложили вето на документ.
19 апреля 2012 года, накануне встречи министров иностранных дел 14 государств Европы, Ближнего Востока и США, целью которой должна была стать выработка мер по усилению давления и ужесточения санкций против правительства Сирии, президент Франции Николя Саркози обвинил президента Сирии Башара Асада в попытке «стереть Хомс с лица земли», сравнив операцию с атаками ливийского правительства на город Бенгази.